# Dümpelkrug
Dümpelkrug war ein Ort  mit dazugehöriger Ortschaft Neu Dümpelkrug und gehörte zum Kreis Heiligenbeil in Ostpreußen. Seine Ortsstelle befindet sich heute im Rajon Gurjewsk (Gebiet Neuhausen) in der russischen Oblast Kaliningrad (Gebiet Königsberg (Preußen)).

## Geographische Lage
Die Ortsstelle von Dümpelkrug mit Neu Dümpelkrug liegt nahe dem Nordostufer des Frischen Haffs (russisch Kaliningradski saliw) im Westen der Oblast Kaliningrad, 30 Kilometer nordöstlich der früheren Kreisstadt Heiligenbeil (russisch Mamonowo) bzw. 26 Kilometer südwestlich der heutigen Rajonshauptstadt Gurjewsk (deutsch Neuhausen).

## Geschichte
Der vor 1820 Dömpelkrug und danach Dümpelkrug genannte Ort bestand wie die Ortschaft Neu Dümpelkrug im Kern lediglich aus je einem kleinen Gehöft. Die kleine Landgemeinde Dümpelkrug wurde 1874 in den neu errichteten Amtsbezirk Pokarben im ostpreußischen Kreis Heiligenbeil eingegliedert. Einst war Dümpelkrug wohl ein zum Gut Adlig Tengen gehörender adliger Krug. Im Jahre 1910 waren in Dümpelkrug 37 Einwohner registriert.
Am 16./21. Februar 1928 wurde Neu Dümpelburg aus der Landgemeinde Dümpelburg in die Landgemeinde Königlich Tengen umgegliedert, und am 30. September 1928 wurde Dümpelkrug mit den Gutsdörfern Honigbaum und Albehnen (russisch Gorki) nach Pokarben eingemeindet.
Als 1945 das gesamte nördliche Ostpreußen in Kriegsfolge an die Sowjetunion abgetreten wurde, waren auch Dümpelkrug und Neu Dümpelkrug davon betroffen. Aber die Spur der Orte verlor sich bald, eine russische Namensform oder gar die Zugehörigkeit zu einem Dorfsowjet sind nicht belegt. Die Orte gelten offiziell als untergegangen. Die Ortsstelle liegt jetzt im Gebiet Gurjewsk (Neuhausen) innerhalb des Oblast Kaliningrad der Russischen Föderation.

## Religion
Dümpelkrug mit Neu Dümpelkrug war bis 1945 dem Kirchspiel der evangelischen Kirche Brandenburg (Frisches Haff) (russisch Uschakowo) in der Kirchenprovinz Ostpreußen der Kirche der Altpreußischen Union eingegliedert.

## Verkehr
Die Ortsstellen von Dümpelkrug und Neu Dümpelkrug sind – sofern noch erkennbar – von der Ortsstelle Pokarben aus zu erreichen. Die nächste Bahnstation bis 1945 war Kobbelbude (russisch Swetloje).